# Cobbler (logiciel)
Cobbler est un serveur d'approvisionnement Linux qui facilite et automatise l'installation d'un système basé sur le réseau de plusieurs systèmes d'exploitation informatiques à partir d'un point central en utilisant des services tels que DHCP, TFTP et DNS.
Il peut être configuré pour PXE, les réinstallations et les invités virtualisés à l'aide de Xen, KVM ou VMware.
Cobbler interagit avec le programme koan pour la réinstallation et la prise en charge de la virtualisation.
koan et Cobbler utilisent libvirt pour s'intégrer avec différents logiciels de virtualisation.
Cobbler est capable de gérer des scénarios réseaux complexes comme le pontage sur un lien Ethernet lié.
Cobbler s'appuie sur le mécanisme Kickstart et propose des profils d'installation pouvant être appliqués à une ou plusieurs machines.
Il intègre également Yum pour faciliter les installations de machines.
Cobbler a des fonctionnalités pour modifier dynamiquement les informations contenues dans un modèle Kickstart, soit en passant des variables appelées ksmeta soit en utilisant ce qu'on appelle des snippets.
Un exemple pour une variable ksmeta pourrait être le nom d'un périphérique de disque dans le système.
Cela pourrait être hérité du profil Cobbler du système.
Les extraits peuvent être du code Python dynamique qui étend les fonctionnalités limitées d'Anaconda.
La combinaison des profils, ksmeta et snippets donne une grande flexibilité à Cobbler ; la complexité est évitée en gardant le « code » réel dans les extraits, dont il peut y en avoir un pour chaque tâche dans une installation. Il existe des exemples d'installation réseau ou de partitionnement de disque ; conserver le code commun dans les extraits permet de réduire la taille des fichiers Kickstart.
Cobbler a été initialement ciblé et empaqueté pour des installations basées sur RPM via Kickstart et Anaconda et était auparavant hébergé dans le cadre du projet Fedora.
À partir du 19 janvier 2011, Cobbler a été empaqueté pour Ubuntu mais après la 16.04 LTS, il ne l'a plus été.
Depuis 2012, Canonical Ltd l'utilise pour automatiser les tests d'OpenStack sous Ubuntu.
L'application de gestion des systèmes de Red Hat Satellite utilisait Cobbler jusqu'à la version 6.0.